# Gevlekte honingvogel
De gevlekte honingvogel (Pachyglossa chrysorrhea, synoniem Dicaeum chrysorrheum) is een zangvogel uit de familie Dicaeidae (bastaardhoningvogels).

## Verspreiding en leefgebied
Deze soort komt voor van de Himalaya tot Indonesië en telt twee ondersoorten:
- P. c. chrysochloris - van de centrale Himalaya tot Indochina, noordelijk Maleisië en Myanmar.
- P. c. chrysorrhea - centraal en zuidelijk Maleisië, Sumatra, Borneo, Java en Bali.

## Status
De grootte van de populatie is niet gekwantificeerd maar de soort wordt omschreven als algemeen in India en schaars tot zeldzaam elders in het verspreidingsgebied. Op de Rode lijst van de IUCN heeft deze soort de status niet bedreigd.